# Asesinatos de Kerry Graham y Francine Trimble
Los asesinatos de Kerry Graham y Francine Trimble son un doble homicidio sin resolver que ocurrió en diciembre de 1978, cuando ambas chicas, de 15 y 14 años respectivamente, desaparecieron después de salir de sus casas en Forestville (California), para ir a un centro comercial en Santa Rosa. Sus restos fueron descubiertos en julio de 1979, aproximadamente a 130 km al norte de Forestville, ocultos dentro de bolsas de basura precintadas con cinta adhesiva y enterrados en un terraplén de una zona boscosa muy cubierta de maleza situada junto a un tramo remoto de la autopista 20, a 19 km de la ciudad de Willits.
Debido al avanzado estado de descomposición de los restos de las niñas, nunca se ha podido determinar la causa específica de la muerte de cada una de las víctimas, aunque siempre se ha considerado que ambas muertes fueron homicidios. Además, el cuerpo de Graham fue identificado erróneamente como el de un hombre hasta que las pruebas genéticas demostraron lo contrario.
Los cuerpos de las jóvenes permanecerían sin identificar hasta noviembre de 2015, cuando se confirmó su identidad mediante el uso de perfiles de ADN. El caso en sí sigue siendo uno de los casos sin resolver más antiguos del condado de Mendocino.

## Desapariciones

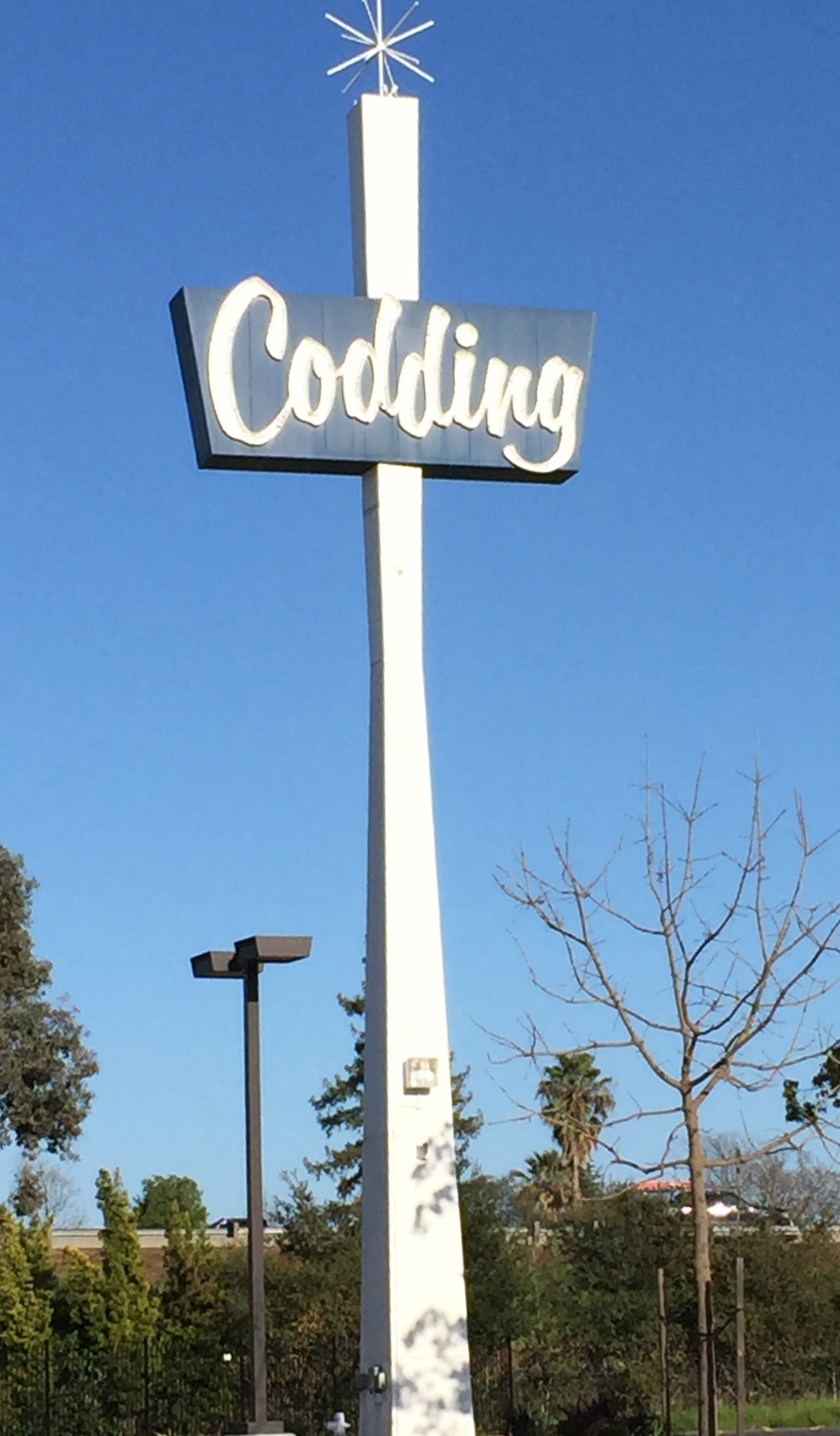
Letrero luminoso del centro comercial Coddingtown Mall, en Santa Rosa.

Graham y Trimble residían en Forestville, una pequeña localidad del condado de Sonoma, en California. Las dos chicas eran vecinas y amigas inseparables, ya que se conocían desde que asistían a la escuela primaria. El 16 de diciembre de 1978, salieron de sus casas, supuestamente para ir al centro comercial Coddingtown Mall en Santa Rosa, y Graham le dijo a su madre que quería comprar regalos de Navidad antes de salir de casa. Ninguna de las dos familias volvió a saber nada de sus hijas.
A las 24 horas de su desaparición, la madre de Trimble presentó una denuncia por desaparición de su hija en la oficina del sheriff del condado de Sonoma; Graham fue dada por desaparecida en la misma oficina en la Nochebuena de ese mismo mes.
Los familiares de ambas chicas informaron a los investigadores de su temor de que sus hijas hubieran sido víctimas de un delito, tal vez secuestradas antes de salir de la residencia de Trimble para ir al centro comercial, y posiblemente por alguien conocido, ya que no había signos de que se hubiera producido ningún altercado en la residencia de ninguna de las dos chicas y se encontró maquillaje colocado sobre una cómoda en el dormitorio de Trimble. Además, ninguna de las dos había cogido ninguna pertenencia personal de su casa antes de su desaparición, y aunque se sabía que Graham se había escapado de casa anteriormente, en el momento de su desaparición se había sometido recientemente a una operación para extirparle el apéndice, y todavía se estaba recuperando físicamente de la intervención, ya que también había dejado los antibióticos que le habían recetado en su dormitorio. No obstante, ninguna de las dos familias podía descartar por completo la posibilidad de que las chicas hubieran hecho autostop hasta diversas regiones, incluyendo Nueva Jersey, o incluso hasta Nueva Escocia, Canadá.
Inicialmente, los investigadores concluyeron que Graham había llegado a la casa de Trimble en la fecha de la desaparición de las niñas, cuando ningún otro miembro de la familia de Francine estaba presente en la casa, y que era probable que estuvieran juntas en el momento de su desaparición más tarde ese mismo día.
Además, aunque los investigadores concluyeron inicialmente que la explicación más probable para la desaparición era que se habían fugado, no podían descartar la teoría de las familias de que habían sido secuestradas en la casa de Trimble. Dado que no se observaron signos de lucha en la casa de los Trimble, si este hubiera sido el caso, ambas jóvenes habrían conocido a su secuestrador o habrían sido sacadas de la residencia a punta de pistola. La tía de Francine Trimble recordaría más tarde que, en una ocasión, por pura desesperación, su familia había contactado con un médium con la esperanza de obtener información sobre su paradero.

## Descubrimiento

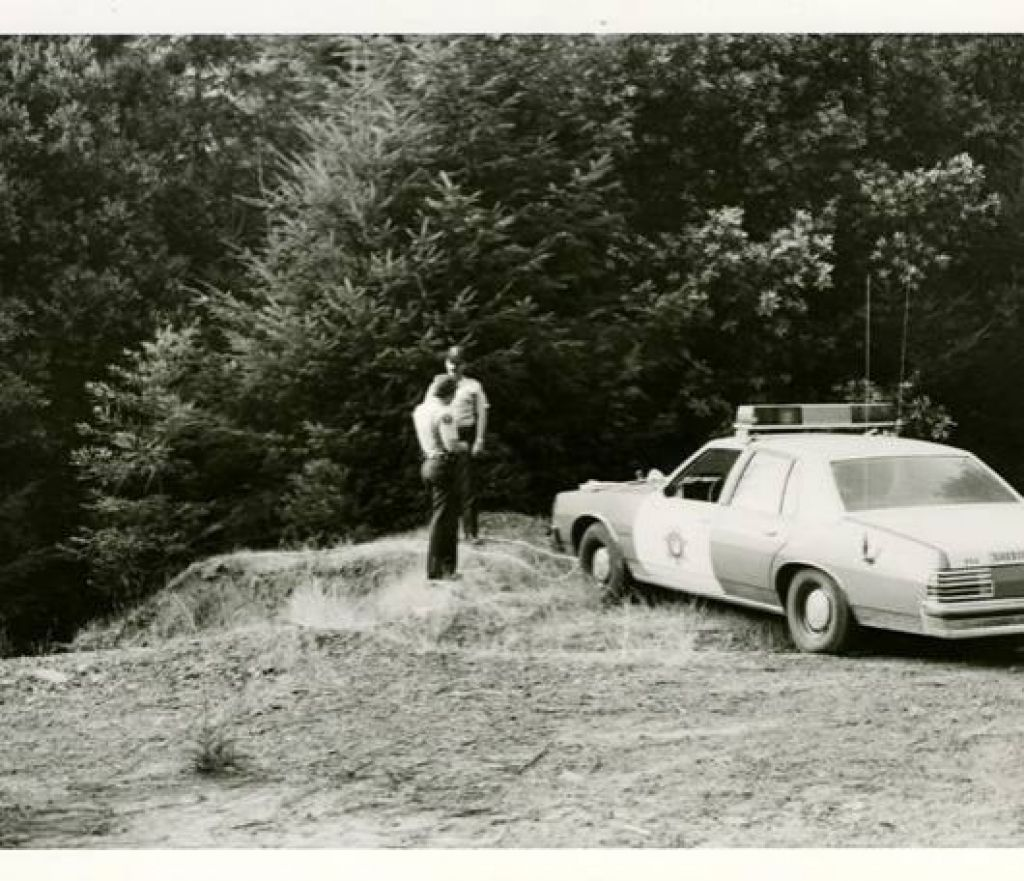
Agentes de policía del condado de Mendocino en el lugar donde se descubrieron los cadáveres de Graham y Trimble, el 8 de julio de 1979.

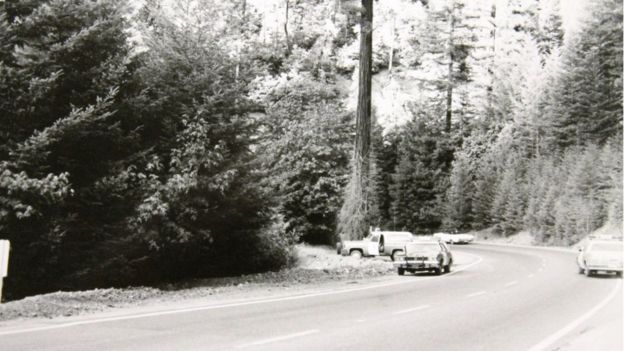
Vista exterior del lugar en la autopista 20 donde se descubrieron los cadáveres de las niñas. 8 de julio de 1979.

Los restos óseos desnudos de Graham y Trimble fueron descubiertos por dos turistas que viajaban a Fort Bragg (California) en la tarde del 8 de julio de 1979. Tras una pequeña discusión dentro del coche, los dos turistas detuvieron su vehículo en un terreno privado cerca del bosque estatal Jackson Demonstration, junto a la autopista 20 en el condado de Mendocino, aproximadamente a 19 kilómetros al oeste de Willits y a 130 kilómetros de las residencias de las chicas. Uno de ellos salió del vehículo para dar un breve paseo por los alrededores del lugar donde habían aparcado. Al adentrarse en una zona empinada y muy cubierta de maleza cerca de James Creek, esta persona encontró un cráneo humano que sobresalía de una tumba poco profunda entre la maleza, a mitad de camino del terraplén del arroyo, a poca distancia de la carretera. Los turistas dejaron una lata de refresco al lado de la carretera para marcar la ubicación de los restos y se dirigieron a la ciudad de Willits, donde informaron de su descubrimiento a la policía.
En respuesta al hallazgo de los turistas, los agentes del sheriff del condado de Mendocino registraron exhaustivamente la zona de James Creek y sus alrededores, donde encontraron numerosos restos óseos que posteriormente se determinó que pertenecían a dos personas. Ambas víctimas habían sido atadas con cinta adhesiva y ocultas dentro de plástico, antes de ser enterradas en una tumba poco profunda. En los alrededores de esta tumba se encontraron trozos de cinta adhesiva, cabello y numerosos huesos, lo que indicaba que los cuerpos habían sido alterados por animales salvajes. Posteriormente, los investigadores concluyeron que las dos víctimas habían sido asesinadas en otro lugar y que sus cuerpos habían sido enterrados más tarde en el lugar donde fueron descubiertos, probablemente después del anochecer. No se encontró ropa junto a ninguno de los restos, aunque en el lugar se descubrió un pendiente de concha con forma de pájaro, que más tarde se determinó que pertenecía a Francine Trimble.
Tras dos días de búsqueda en la escena del crimen, en los que se recuperó aproximadamente el 90 % de los huesos de las víctimas con la ayuda del FBI, los restos recuperados del terraplén junto a la autopista 20 fueron enviados a la oficina del forense para someterlos a un examen forense exhaustivo.

## Investigación

### Examen inicial
Las autopsias iniciales realizadas a los restos recuperados en James Creek revelaron poca información forense precisa sobre las víctimas, más allá del hecho de que ambas tenían aproximadamente 14 años de edad, probablemente eran de raza caucásica y que las dos víctimas probablemente habían sido asesinadas alrededor del 8 de diciembre de 1978. Sin embargo, el forense no pudo determinar si los restos de las víctimas eran de sexo masculino o femenino, pero tras examinar más a fondo los restos con la ayuda de un patólogo forense, declaró que uno de los fallecidos era hombre y el otro mujer. En 1980 se concluyeron los resultados de todas las pruebas realizadas sobre los restos. Los resultados de estos exámenes iniciales también establecieron varias aproximaciones de las características físicas de las víctimas, incluyendo su sexo, edad y estatura, y aunque no se pudo determinar la causa real de la muerte de las víctimas debido al avanzado estado de descomposición y la ausencia de traumatismos evidentes en los restos, en su mayor parte esqueléticos, tanto el forense como el patólogo forense no pudieron descartar la posibilidad de que ambas víctimas hubieran sido estranguladas hasta la muerte.
Aunque se determinó correctamente que ambas víctimas eran de raza caucásica, tanto el forense como el patólogo forense determinaron que no podían estar completamente seguros de la etnia específica ni del sexo preciso de uno de los cadáveres recuperados, que inicialmente se determinó que era el de un hombre. Los informes iniciales de la autopsia también concluyeron erróneamente que las dos víctimas podían estar emparentadas, afirmando que había una «alta probabilidad» de que fueran hermano y hermana.

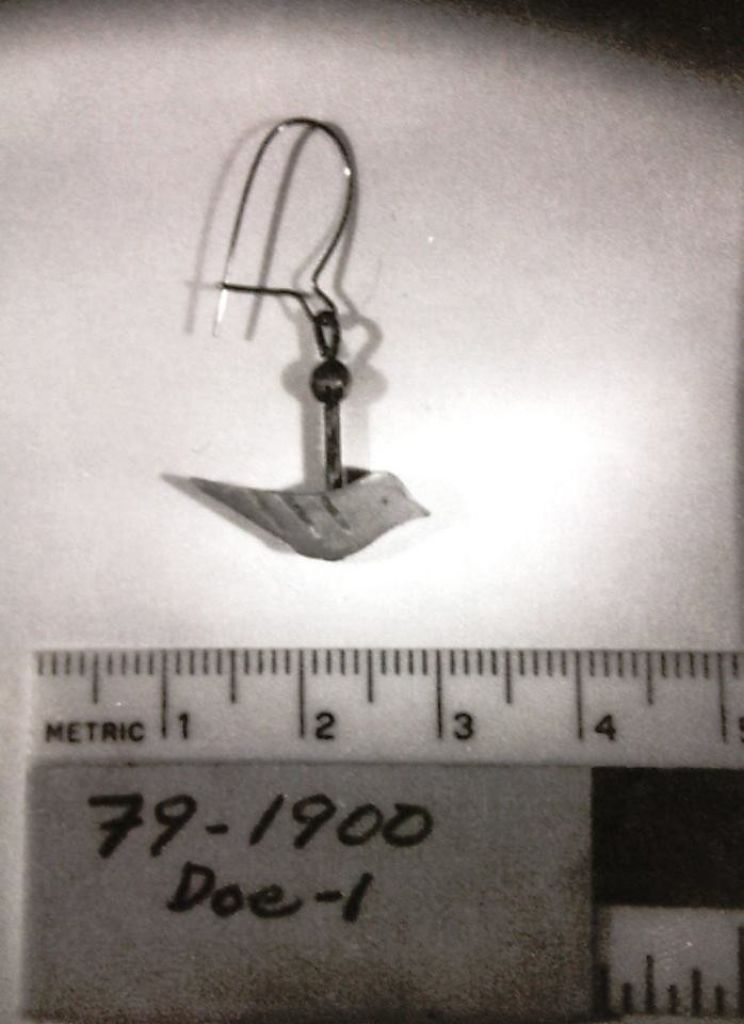
El pendiente que llevaba Francine Trimble, encontrado posteriormente junto a sus restos.

Se estimó que la primera víctima recuperada de la escena del crimen (posteriormente identificada como Francine Trimble) medía entre 160 cm y 180 cm, posiblemente 166 cm. Su edad se estimó inicialmente entre 10 y 20 años, quizás no más de 14. Sus restos fueron encontrados con un solo pendiente con forma de pájaro, que se presume que fue hecho a mano y construido con un material similar a una concha, descrito como algo que se ve a menudo en las obras de «hippies y nativos americanos».
La segunda víctima recuperada de la escena del crimen, y que en un principio se creyó que era un hombre (posteriormente identificada como Kerry Graham), se estimó erróneamente que medía entre 157 cm y 180 cm, posiblemente 170 cm, cuando en realidad Kerry Graham medía solo 1,45 m. La edad también se estimó inicialmente entre 10 y 20 años, quizás no más de 13 años. Al igual que en el caso del primer cadáver recuperado en James Creek, también tenía el pelo castaño claro y había recibido una excelente atención dental durante su vida, ya que nunca se había sometido a un empaste dental.
Tras las autopsias iniciales, los restos de las niñas, conocidos informalmente como «John Doe» y «Jane Doe» entre los detectives de homicidios, fueron enterrados en una cripta en el Russian River Cemetery de la ciudad de Ukiah.

### Evolución
En 1985, los restos recuperados en James Creek llevaban seis años sin identificar. Ese mismo año, todas las pruebas relacionadas con el caso se remitieron al FBI para que las examinara más a fondo, aunque el caso permanecería en gran medida sin resolver durante los siguientes 15 años. No obstante, en varias ocasiones entre los años 2000 y 2011, los restos de las fallecidas fueron exhumados para someterlos a nuevos análisis forenses con el fin de determinar su identidad.
Las especulaciones sobre la exactitud de la teoría inicial de una posible relación entre las víctimas surgieron por primera vez en 2000, cuando un examen más detallado de las fichas dentales de los fallecidos reveló diferencias demasiado grandes como para que la pareja tuviera un vínculo biológico. La hipótesis inicial de que las víctimas estaban emparentadas fue cuestionada por primera vez por un odontólogo forense llamado Jim Wood, quien, tras examinar detenidamente la mandíbula de cada víctima, concluyó que la estructura de la mandíbula y la dentición real eran demasiado diferentes para que los fallecidos estuvieran emparentados, y además opinó que lo más probable era que ambas víctimas fueran mujeres. Esta creencia de que ambas víctimas no eran parientes se confirmó formalmente mediante un examen del ADN mitocondrial de las víctimas al año siguiente, que determinó de manera concluyente que las dos víctimas no eran parientes por parte de madre.
A pesar de estas revelaciones, se siguió especulando con que los fallecidos podrían haber mantenido una relación sentimental, lo que podría haber sido el motivo por el que se encontraban juntos en el momento de su muerte. Dado que no existían denuncias contemporáneas de personas desaparecidas, un hombre y una mujer, desde finales de 1978 o principios de 1979 en California que coincidieran con las características físicas de los fallecidos, se mantuvieron las teorías de que la pareja podría haber hecho autostop hasta California, quizás desde lugares tan lejanos como el Medio Oeste de los Estados Unidos, y posiblemente como fugitivos.

### Reconstrucciones faciales
A partir de la década de 1990, se crearon y publicaron en los medios de comunicación varias reconstrucciones faciales forenses de los fallecidos que mostraban cómo podrían haber sido físicamente en vida. Inicialmente, estas reconstrucciones tenían la forma de esculturas de arcilla creadas a partir de fotografías tridimensionales de los cráneos de las víctimas para crear modelos forenses de la apariencia física de sus rostros. Con los avances tecnológicos, estas esculturas de arcilla fueron sustituidas por reconstrucciones digitales de los fallecidos —que aún se cree que eran un hombre y una mujer— que se difundieron a los medios de comunicación a principios de la década de 2000.
En julio de 2012, el Centro Nacional para Niños Desaparecidos y Explotados publicó representaciones digitales actualizadas de los rostros de las víctimas. Estas representaciones se obtuvieron con la ayuda de un antropólogo forense que, mediante la realización de una tomografía computarizada moderna de los cráneos de los dos fallecidos, pudo construir una reconstrucción digital tridimensional más precisa de los rostros de las víctimas, tal y como probablemente eran en vida. Este examen forense también redujo la edad de ambas víctimas a entre 13 y 15 años en el momento de su muerte, aunque el antropólogo no cuestionó la conclusión original de 1980 de que uno de los cráneos de las víctimas era de un varón.
Todo este proceso fue cubierto por la cadena BBC America, que había pagado para que se exhumaran los restos esqueléticos de las víctimas en 2011 con el fin de producir un documental que detallara las investigaciones en curso de casos sin resolver en Estados Unidos y en todo el mundo, como parte de una serie que habían encargado titulada Naming the Dead. Este documental detallaba cómo el Centro Nacional para Niños Desaparecidos y Explotados utiliza la tecnología moderna, el trabajo de los artistas forenses, Internet y la determinación general de las fuerzas del orden con la esperanza de identificar a las víctimas infantiles de asesinatos no identificadas, así como los métodos que se utilizan actualmente para ello, siendo estos dos fallecidos el caso principal en el que se centra este programa dentro de la serie.

## Identificación
Algunos informes contemporáneos sobre personas desaparecidas habían indicado erróneamente que la fecha de la desaparición de Graham y Trimble era el 24 de diciembre de 1979, mientras que la madre de Graham había denunciado su desaparición un año antes, la Nochebuena de 1978. Además, todas las fuentes primarias relacionadas con los dos fallecidos habían identificado los restos de Graham como los de un hombre hasta que las pruebas de ADN realizadas en 2014 concluyeron que en realidad se trataba de los restos de una mujer. Cuando se corrigieron estos errores, como resultado de la renovada publicidad y atención que recibió el caso tras la emisión en 2012 de la serie de BBC America que destacaba el trabajo de los artistas forenses del Centro Nacional para Niños Desaparecidos y Explotados, una hermana de Kerry Graham se puso en contacto con las autoridades para expresar su preocupación de que una de las personas fallecidas pudiera ser su hermana desaparecida, y añadió que, en el momento de su desaparición, estaba en compañía de Francine Trimble. Como los investigadores habían concluido inicialmente que era probable que las dos niñas estuvieran juntas en el momento de su desaparición, se obtuvieron muestras de ADN de los familiares de ambas. Estas muestras se introdujeron en las bases de datos del Sistema Nacional de Personas Desaparecidas y No Identificadas y del Centro Nacional para Niños Desaparecidos y Explotados para compararlas con los asesinatos sin resolver y los fallecidos no identificados a nivel nacional (en los que ya existía información sobre el ADN, odontológica, antropológica y otra información general de los sujetos).
Estas comparaciones de ADN corroboraron posteriormente la creencia de esta hermana. En consecuencia, 36 años después de sus asesinatos, los dos cadáveres descubiertos junto a la autopista 20 en el condado de Mendocino el 8 de julio de 1979 fueron identificados formalmente como Kerry Ann Graham y Francine Marie Trimble. Las identificaciones formales se realizaron en noviembre de 2015 y posteriormente se anunciaron a los medios de comunicación en una rueda de prensa conjunta celebrada en febrero de 2016 por las oficinas del sheriff de los condados de Mendocino y Sonoma en Ukiah, la capital del condado de Mendocino, y en la que se informó a las familias de ambas chicas de que las desapariciones de Graham y Trimble nunca se habían relacionado con los restos descubiertos junto a la autopista 20, ya que la policía había creído inicialmente que las víctimas eran un niño y una niña, y que un factor probable en la identificación errónea original de uno de los cadáveres como masculino era que gran parte de la estructura ósea de las mujeres jóvenes suele parecerse a la de los hombres hasta que las mujeres comienzan a madurar físicamente.
Tras este anuncio oficial, una de las personas que había trabajado en la reconstrucción forense de los rostros de las víctimas declaró: «Ha sido un gran esfuerzo colaborativo devolver a estas víctimas sus nombres, una identidad que se había perdido durante más de 30 años. Es extraordinario que hayamos podido ayudar a la investigación y a estas familias a encontrar respuestas a sus preguntas. No puedo expresar con palabras lo increíble que es».
Los restos de Kerry Graham y Francine Trimble fueron entregados a los familiares supervivientes en febrero de 2016. En una rueda de prensa, un miembro de la familia declaró que, aunque ambas familias se habían «resignado en gran medida» al hecho de que era muy probable que las niñas hubieran desaparecido por un acto delictivo, ambas familias estaban «contentas de saber» que se habían identificado los cuerpos de las niñas, para que pudieran recibir un entierro digno por parte de sus familias.

## Investigaciones posteriores
Los investigadores del condado de Mendocino declararon que, aunque no se llegó a identificar a a ningún sospechoso oficial, las investigaciones sobre las muertes continúan y el caso está «más activo que nunca». El sheriff del condado de Mendocino, Tom Allman, también ha declarado que, con la identificación de las víctimas, los investigadores esperan obtener más información sobre las horas previas a la desaparición de las niñas, con la esperanza de capturar al individuo o individuos responsables de sus muertes y del posterior ocultamiento de sus restos.

### Personas de interés
Aunque nunca se ha nombrado a ningún sospechoso concreto de los asesinatos, los asesinatos de Kerry Graham y Francine Trimble siguen siendo un caso abierto y activo. En 2000, un hombre encarcelado en una prisión de Nueva Jersey confesó falsamente los asesinatos. Esta confesión falsa llevó a la primera exhumación de los cuerpos de las víctimas de la cripta de cemento en la que habían sido enterrados tras las autopsias iniciales. Este individuo fue rápidamente descartado como sospechoso en el caso después de que los investigadores descubrieran que habría tenido aproximadamente 12 años en el momento de los asesinatos, además del hecho de que este individuo «nunca [ni siquiera] había salido de Nueva Jersey» en toda su vida. Se cree que el hombre confesó falsamente los asesinatos de las niñas después de leer sobre el caso en un periódico local.
Se desconoce si Graham y Trimble habían hecho autostop hasta Coddingtown Mall, si llegaron a su destino o si realmente tenían intención de visitar dicho centro comercial en la fecha de su desaparición. Según una amiga de las dos chicas llamada Eileen Goetz, la última vez que vio a Graham y Trimble fue en los terrenos del instituto El Molino el día de su desaparición. Las dos chicas se habían reunido con Goetz para fumar cigarrillos en un aparcamiento cerca de las pistas de tenis. Según Goetz, ninguna de las dos había asistido al colegio ese día y le habían comunicado (a Goetz) su intención de hacer autostop para ir a una fiesta en Santa Rosa. Ambas le preguntaron a Goetz si quería acompañarlas, pero ella rechazó la oferta. Otra amiga declararía más tarde que, el día de la desaparición de Graham y Trimble, había visto a las dos chicas haciendo autostop cerca de una gasolinera Chevron local.
Varios asesinos en serie, como Rodney Alcala y Gerald y Charlene Gallego, han sido identificados como posibles sospechosos de los asesinatos de Graham y Trimble. La especulación de que un asesino en serie fuera el autor de este crimen se concibió en parte debido al número de mujeres jóvenes secuestradas y asesinadas en California a finales de la década de 1970, algunas de ellas en el mismo condado en el que desaparecieron las víctimas. También se ha sugerido una posible conexión con el asesino de las autoestopistas de Santa Rosa, aunque las víctimas confirmadas en este caso fueron asesinadas entre 1972 y 1976.
No se ha nombrado oficialmente a ningún sospechoso definitivo de los asesinatos de Kerry Graham y Francine Trimble.